# 米埃索
米埃索（Mieso）是埃塞俄比亞東部奧羅米亞州西哈勒爾蓋地區的小鎮，座標9°14′N 40°45′E / 9.233°N 40.750°E，海拔1,394米。2009年5月起，鎮內有流動電話服務。根據埃塞俄比亞中央統計局2005年人口普查的資料，米埃索人口約5,769，其中男性2,897人，女性2,872人。